# وارن إليس
وارن إليس (بالإنجليزية: Warren Ellis) (و. 1968  م) هو صحفي، وكاتب، وكاتب خيال علمي، وفنان قصص مصورة، وكاتب قصص قصيرة، وروائي، ومنتج أفلام، وكاتب سيناريو، وكاتب قصص مصورة بريطاني، ولد في إسكس.

## جوائز
حصل على جوائز منها:
- Grand prix de l'Imaginaire [الإنجليزية]‏.[14]

## وصلات خارجية
- وارن إليس على موقع IMDb (الإنجليزية)
- وارن إليس على موقع ميوزك برينز (الإنجليزية)
- وارن إليس على موقع إن إن دي بي (الإنجليزية)
- وارن إليس على موقع ديسكوغز (الإنجليزية)
- وارن إليس على موقع قاعدة بيانات الفيلم (الإنجليزية)

- وارن إليس في قاعدة بيانات الأفلام على الإنترنت